# Finsk lapphund
Finsk lapphund er en gammel hunderace fra Finland. Den er nu i dag mest brugt som familiehund i Danmark, men bliver også brugt som  hyrdehund.

## Eksterne Henvisninger
- Wikimedia Commons har flere filer relateret til Finsk lapphund